# 왕신제
왕신제(중국어 간체자: 王鑫杰, 정체자: 王鑫傑, 병음: Wáng Xīnjié, 한자음: 왕흠걸, 1996년 10월 24일~)는 중화인민공화국의 사격 선수로 주 종목은 속사권총이다. 2024년 하계 올림픽 25m 속사권총 종목 동메달을 획득했다.